# Tornados em Santa Catarina em 2015
No dia 20 de abril de 2015 dois tornados atingiram o oeste do estado de Santa Catarina, no Brasil. Pelo menos três cidades foram atingidas diretamente: Ponte Serrada, Passos Maia e Xanxerê. Cerca de 800 mil pessoas foram afetadas pelos efeitos dos tornados e vendavais que atingiram a região.
Duas pessoas morreram. Foram feitos 300 atendimentos médicos emergenciais e 100 pessoas foram levadas a hospitais. Destas, três tiveram registro de amputações. Até então havia pelo menos 2,1 mil desalojados na cidade e 186 desabrigados.

## Eventos
Os tornados foram produzidos por uma supercélula tornádica de alta precipitação, com base em imagens de radar e satélite. Em Xanxerê, um tornado largo e "wedge", classificado oficialmente como F3, atravessou todo o noroeste/norte/nordeste do município, em um trajeto de oeste ao leste, até se dissipar na saída do município. Outro tornado envolto em chuva afetou Passos Maia e Ponte Serrada no mesmo dia, ele foi classificado como F1.

## Reconstrução
O Governo Federal enviou o exército para auxiliar na recuperação e na reconstrução dos bairros atingidos em Xanxerê, a cidade mais atingida.
Balanço parcial da Defesa Civil, divulgado no dia 22 de abril, aponta prejuízos de R$ 29 milhões em Xanxerê. Ainda em Xanxerê 115 casas foram totalmente destruídas, 221 casas foram parcialmente destruídas, 251 casas foram destelhas totalmente e em outras 282 parcialmente. O tornado atingiu 9 prédios públicos, sendo 4 escolas, 1 posto de saúde, o ginásio municipal, o estádio municipal e 2 Centros Socioeducativos. Segundo as previsões do poder público, a reconstrução dos estragos podem demorar três anos.
O Sistema de Baixa Pressão do Chaco, localizado na entre a região Sul do Brasil, Argentina e Paraguai, é apontado como o segundo lugar mais propício do mundo para desenvolvimento de grandes tempestades, que podem resultar em tornados. Esta região é conhecida como o Corredor dos tornados da América do Sul.
O estado de Santa Catarina já registrou cerca de sete tornados nos últimos anos. Um levantamento realizado pelo Centro Universitário de Estudos e Pesquisas Sobre Desastres (CEPED/UFSC) aponta que entre 1976 a 2009 foram registrados ao menos 77 tornados no estado.